# Tisovec
Tisovec (węg. Tiszolc, niem. Theissholz) – miasto na Słowacji w kraju bańskobystrzyckim, w powiecie Rymawska Sobota. Liczy około 4300 mieszkańców (2011).

## Położenie
Tisovec leży w historycznym regionie Malohont. Położony jest w dolinie rzeki Rimava. Od północy wznoszą się nad miastem strome zbocza Płaskowyżu Murańskiego, natomiast od wschodu i zachodu otaczają go wzniesienia Gór Stolickich.
Przez miasto, z Rymawskiej Soboty na południu do Brezna na północy, biegnie droga I/72, od której w Tisovcu w kierunku północno-wschodnim odgałęzia się droga II/531, prowadząca przez przełęcz Predná Hora do Červenéj Skaly. Przez miasto przebiega linia kolejowa 174 Brezno – Jesenské.

## Historia
Osada Tisovec powstała być może już w XIII w. u stóp ówczesnego zamku tej samej nazwy, usytuowanego na wznoszącej się nad nią górze zwanej Hradová (887 m n.p.m.). Pierwszy dokument potwierdzający istnienie zarówno zamku jak i osady pochodzi z roku 1334, z okresu panowania na Węgrzech króla Karola Roberta. Prawa miejskie Tisovec otrzymał pod koniec XV wieku.
Nazwa miasta pochodzi od cisów, które rosną w górskich lasach wokół miasta.

## Osoby związane z miastem
- W roku 1715 w Tisovcu urodził się znany zbójnik Jakub Surovec.
- W Tisovcu urodził się Vladimír Clementis (1902–1952), czechosłowacki polityk i działacz komunistyczny pochodzenia słowackiego. W mieście zachował się rodzinny dom V. Clementisa – parterowa, drewniana budowla konstrukcji zrębowej, pochodząca z końca XIX w., w znacznym stopniu zrekonstruowana. Urządzono w nim ekspozycję muzealną poświęconą życiu i działalności polityka. W 1972 w mieście, na placu koło szkoły noszącej imię V. Clementisa, stanął jego pomnik[5].

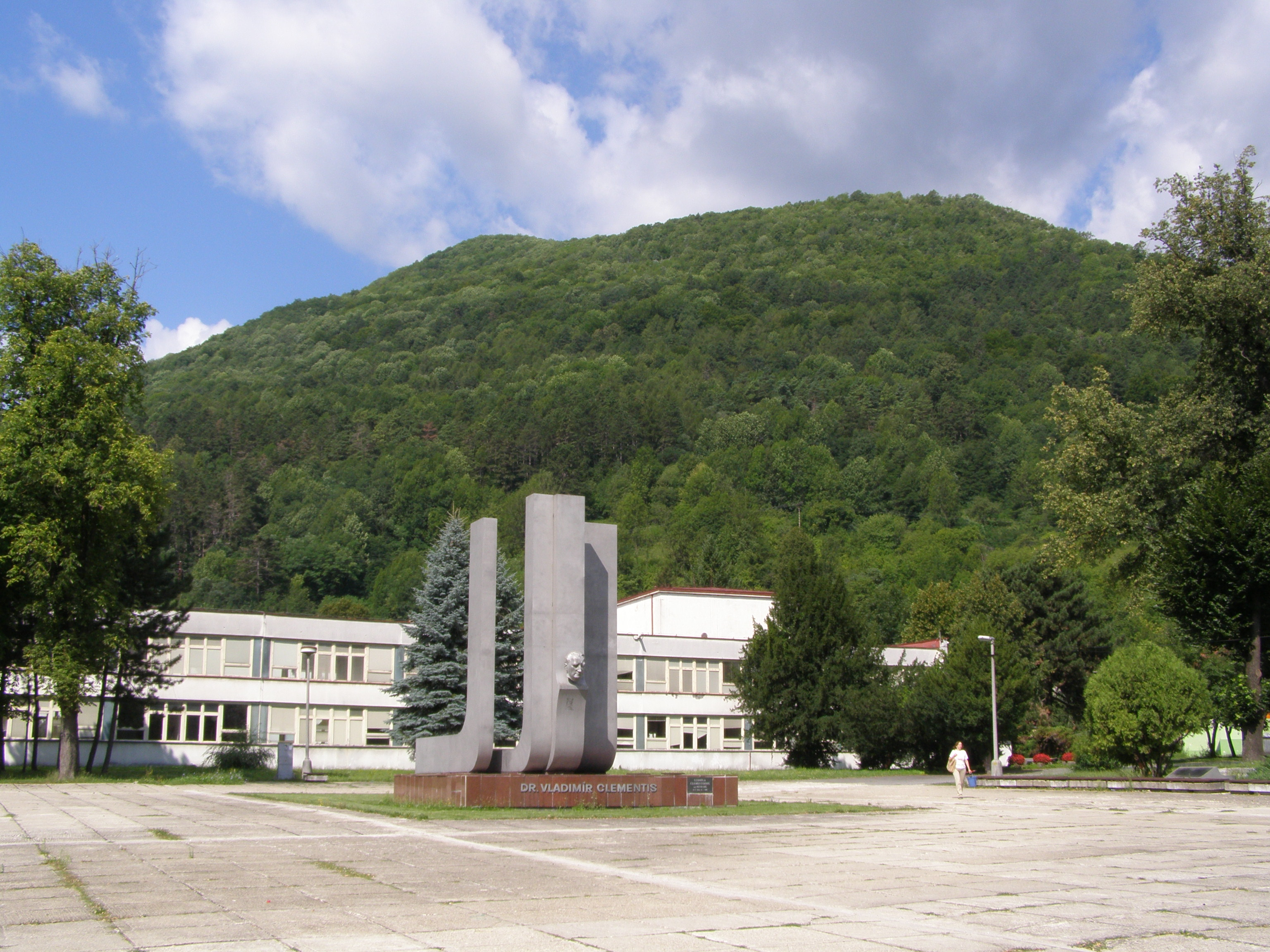
Plac z pomnikiem Vladimíra Clementisa